# Kuća cveća
Kuća Cveća (en serbe cyrillique : Кућа цвећа), la maison des Fleurs est le mausolée de Josip Broz Tito, le chef de la république fédérative socialiste de Yougoslavie, mort le 4 mai 1980. Ce mausolée est situé à Belgrade, la capitale de la Serbie, dans le quartier de Dedinje, à proximité du stade du Partizan.

## Histoire

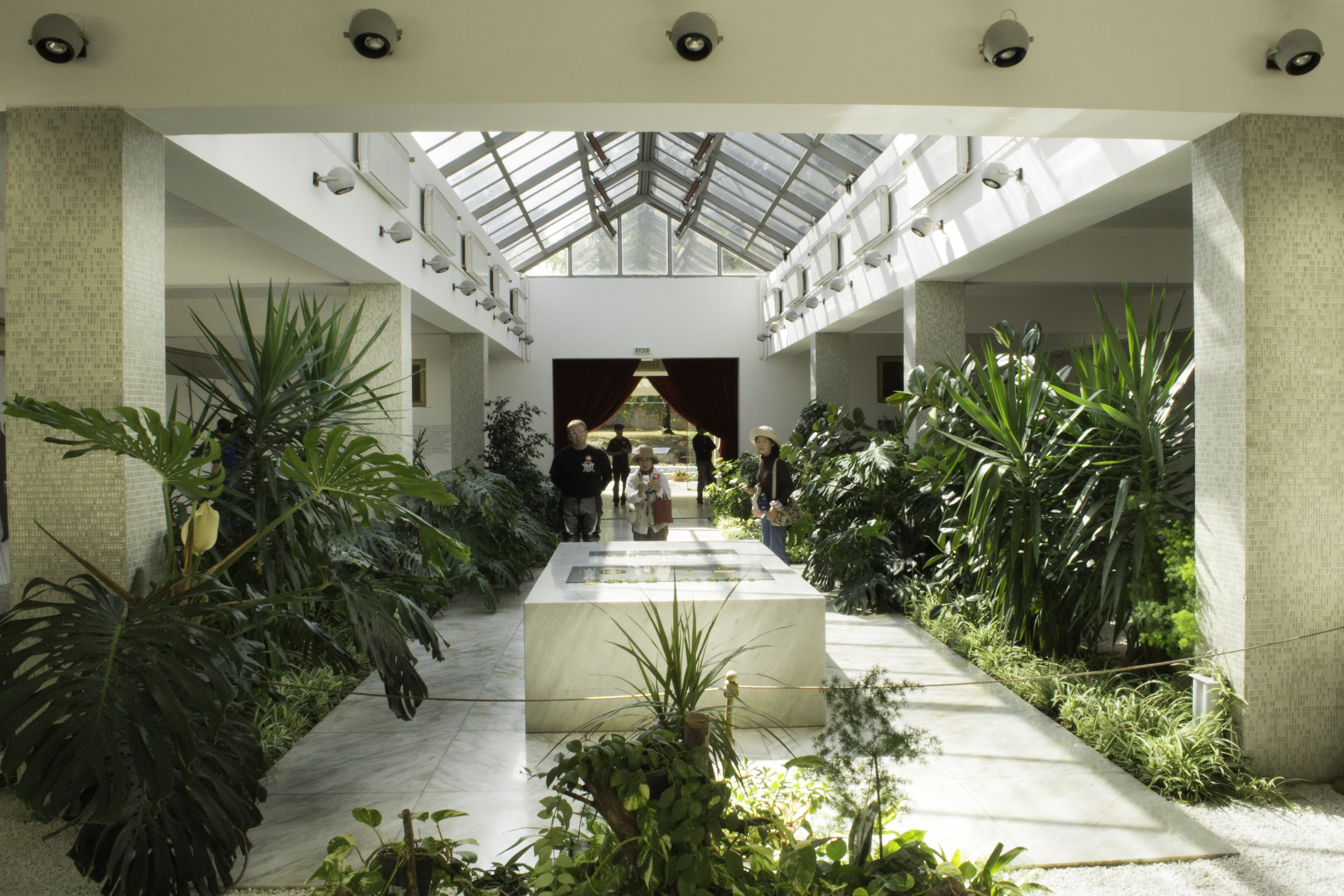
La tombe de Tito en 2012.

Le mausolée de la Kuća Cveća abrite la tombe de Tito depuis 1982 et de sa dernière épouse Jovanka Broz depuis le 26 octobre 2013. C'est une œuvre des architectes Marija et Branislav Jovin.
À proximité, se trouve le musée du 25 mai, créé en 1962 pour les soixante-dix ans de Tito. Il accueille les collections personnelles de l'ancien chef d'État, notamment les cadeaux et les souvenirs rapportés de voyages à l'étranger. On peut signaler, notamment, une importante collection d'art et d'objets africains.
Pendant une décennie après la fin de la république fédérative socialiste de Yougoslavie, le mausolée et le musée ont été fermés au public. Ils sont désormais accessibles à la visite, notamment le 25 mai, jour anniversaire de la naissance de Tito, jour de l'ancienne Fête de la jeunesse de la Yougoslavie communiste. 